# アレクサンドル・ココリン
アレクサンドル・アレクサンドロヴィチ・ココリン（Александр Александрович Кокорин、 1991年3月19日 - ）は、ロシア・ベルゴロド州ヴァルイキ出身のサッカー選手。アリス・リマソールFC所属。元ロシア代表。ポジションはフォワード。

## 経歴

### クラブ
9歳の頃にFCスパルタク・モスクワの陣営から関心を持たれたが、住宅を提供する準備が出来ていなかったために話は頓挫した。2002年、この条件を満たしていたFCロコモティフ・モスクワのユースに入団をし、2008年まで在籍をした。
2008年、FCディナモ・モスクワと3年契約をしプロとしてのキャリアを始めた。同年10月4日、ロシア・プレミアリーグ第24節のサトゥルン・ラメンスコーエ戦でデビューを果たした。この試合で17歳199日でのゴールを記録し、ロシア・プレミアリーグの最年少得点記録を更新した。11月3日、第27節のFCロコモティフ・モスクワとのダービーマッチ (1-0)では決勝ゴールを記録した。
2011年2月上旬、FCディナモ・モスクワと3年半の契約延長。2011年11月29日、今シーズンの若手最優秀選手を決める投票で、2位のマゴメド・オズドエフの141ポイントを大きく上回る276ポイントを獲得して2011年度のロシア年間最優秀若手選手賞に輝いた。
2013年7月3日、FCアンジ・マハチカラに移籍したが、アンジの財政縮小の影響を受け、8月にチームメイトのイゴール・デニソフとユーリ・ジルコフと共にFCディナモ・モスクワに移籍し、復帰した。復帰当初の背番号は自身の生年に因んで「91」だったが、慣れ親しんだ「9」を着けていたフョードル・スモロフがアンジにレンタル移籍したため、シーズン後半以降は「9」に戻った。
2016年1月30日、FCゼニト・サンクトペテルブルクに移籍。
2018年10月8日、ココリンと友人のパヴェル・ママエフ、ココリンの弟や友人ら5人がモスクワ市内の路上で騒いでいたところを注意したテレビ局のドライバーに暴行を加え、さらにその後もカフェでココリンらの騒ぎを注意したロシア産業貿易省の職員にも暴行を加えたことで逮捕されたと報じられた。その暴行の場面は防犯カメラによって撮影されており、瞬く間に映像が出回ったことで非難を浴び、ココリンらは泥酔状態にあったとも報じられる。ココリンとママエフは2019年2月まで勾留された後、ココリンは禁錮18ヵ月、ママエフは禁錮17ヵ月の有罪判決を受け、2019年5月には収監されたと報じられている。
2021年1月21日、ACFフィオレンティーナと2024年までの契約を締結した。

### 代表
ロシア代表としてU-21代表で招集され、2011年までに17試合出場の8得点を挙げた。2011年10月、ギリシャ代表との親善試合に招集されA代表デビューを果たした。2012年9月11日の2014 FIFAワールドカップ・ヨーロッパ予選のイスラエル戦で代表初得点を挙げた。
2014 FIFAワールドカップでは、グループリーグ3試合にフル出場し、アルジェリア戦で先制点を挙げた。
2018年3月15日に開催されたEL・RBライプツィヒ戦で前十字靭帯を損傷し、ホスト国として迎えるはずだった2018 FIFAワールドカップを欠場した。

## 個人成績
2016年10月12日現在
| クラブ               | ディヴィジョン | シーズン | リーグ | リーグ | カップ | カップ | 欧州カップ戦 | 欧州カップ戦 | その他 | その他 | Total | Total |
| クラブ               | ディヴィジョン | シーズン | 試合   | 得点   | 試合   | 得点   | 試合         | 得点         | 試合   | 得点   | 試合  | 得点  |
| -------------------- | -------------- | -------- | ------ | ------ | ------ | ------ | ------------ | ------------ | ------ | ------ | ----- | ----- |
| FCディナモ・モスクワ | プレミア       | 2008-09  | 7      | 2      | 0      | 0      | —            | —            | —      | —      | 7     | 2     |
| FCディナモ・モスクワ | プレミア       | 2009-10  | 24     | 2      | 3      | 0      | 4            | 1            | —      | —      | 31    | 3     |
| FCディナモ・モスクワ | プレミア       | 2010-11  | 24     | 0      | 2      | 0      | —            | —            | —      | —      | 26    | 0     |
| FCディナモ・モスクワ | プレミア       | 2011-12  | 37     | 5      | 4      | 2      | —            | —            | —      | —      | 41    | 7     |
| FCディナモ・モスクワ | プレミア       | 2012–13  | 22     | 10     | 1      | 0      | 3            | 3            | —      | —      | 26    | 13    |
| FCディナモ・モスクワ | プレミア       | 2013–14  | 22     | 10     | 1      | 0      | —            | —            | —      | —      | 23    | 10    |
| FCディナモ・モスクワ | プレミア       | 2014-15  | 27     | 8      | 1      | 0      | 11           | 2            | —      | —      | 39    | 10    |
| FCディナモ・モスクワ | プレミア       | 2015-16  | 8      | 4      | 2      | 1      | —            | —            | —      | —      | 10    | 5     |
| FCディナモ・モスクワ | 通算           | 通算     | 171    | 41     | 14     | 3      | 18           | 6            | 0      | 0      | 203   | 50    |
| ゼニト               | プレミア       | 2015-16  | 10     | 2      | 2      | 1      | 2            | 0            | 0      | 0      | 14    | 3     |
| ゼニト               | プレミア       | 2016-17  | 8      | 1      | 1      | 1      | 2            | 3            | 1      | 0      | 12    | 5     |
| ゼニト               | 通算           | 通算     | 18     | 3      | 3      | 2      | 4            | 3            | 1      | 0      | 26    | 8     |
| 総通算               | 総通算         | 総通算   | 189    | 44     | 17     | 5      | 22           | 9            | 1      | 0      | 229   | 58    |

## 代表歴

### 出場大会
- ロシア代表
  - 2014 FIFAワールドカップ

### 試合数
- 国際Aマッチ 48試合 12得点（2011年-2017年）[8]

| ロシア代表 | 国際Aマッチ | 国際Aマッチ |
| 年         | 出場        | 得点        |
| ---------- | ----------- | ----------- |
| 2011       | 1           | 0           |
| 2012       | 11          | 1           |
| 2013       | 6           | 3           |
| 2014       | 11          | 3           |
| 2015       | 7           | 3           |
| 2016       | 8           | 2           |
| 2017       | 4           | 0           |
| 通算       | 48          | 12          |

## タイトル

### クラブ
FCゼニト・サンクトペテルブルク
- プレミアリーグ：2018-19

### 個人
- ロシア年間最優秀若手選手賞：2011年